# Leichtathletik-Europameisterschaften 2006/400 m der Männer

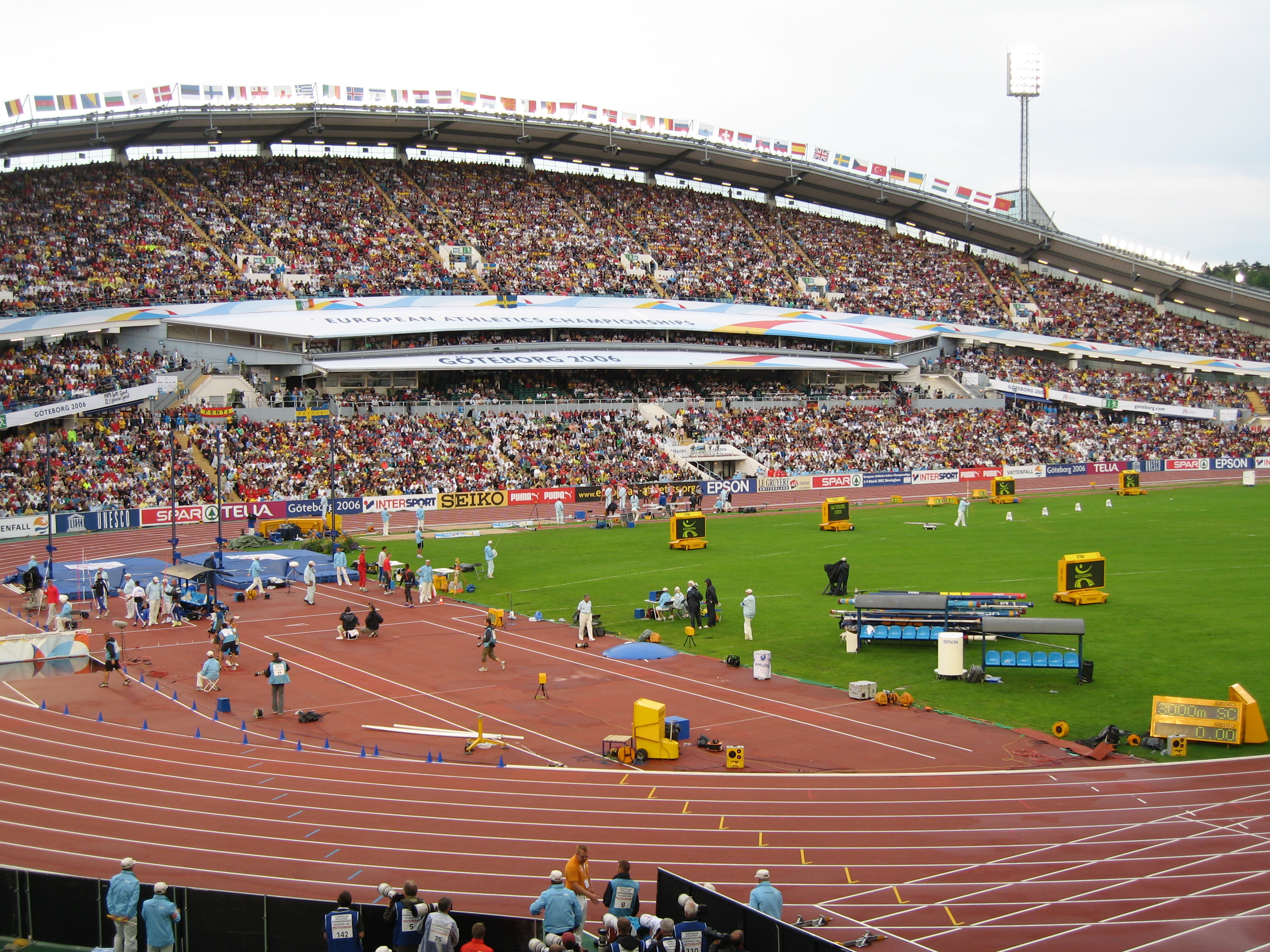
Das Ullevi-Stadion in Göteborg während der Europameisterschaften 2006

Der 400-Meter-Lauf der Männer bei den Leichtathletik-Europameisterschaften 2006 wurde vom 7. bis 9. August 2006 im Ullevi-Stadion der schwedischen Stadt Göteborg ausgetragen.
Die französischen 400-Meter-Läufer errangen in diesem Wettbewerb mit Gold und Bronze zwei Medaillen. Europameister wurde der Vizeweltmeister von 2003 Marc Raquil. Er gewann vor dem Russen Wladislaw Frolow. Bronze ging an Leslie Djhone.

## Bestehende Rekorde
| Weltrekord           | 43,18 s | Michael Johnson  | WM Sevilla, Spanien | 26. August 1999   |
| Europarekord         | 44,33 s | Thomas Schönlebe | WM Rom, Italien     | 3. September 1987 |
| Meisterschaftsrekord | 44,52 s | Iwan Thomas      | EM Budapest, Ungarn | 21. August 1998   |

Der bestehende EM-Rekord wurde bei diesen Europameisterschaften nicht erreicht. Die schnellste Zeit erzielte der spätere Europameister Marc Raquil aus Frankreich im Semifinale mit 44,95 s, womit er 43 Hundertstelsekunden über dem Rekord blieb. Zum Europarekord fehlten ihm 62 Hundertstelsekunden, zum Weltrekord 1,77 s.

## Legende
| DNF | Wettkampf nicht beendet (did not finish) |

## Vorrunde
Die Vorrunde wurde in vier Läufen durchgeführt. Die ersten drei Athleten pro Lauf – hellblau unterlegt – sowie die darüber hinaus vier zeitschnellsten Läufer – hellgrün unterlegt – qualifizierten sich für das Halbfinale.

### Vorlauf 1
7. August 2006, 12:15 Uhr
| Platz | Name                 | Nation       | Zeit (s) |
| ----- | -------------------- | ------------ | -------- |
| 1     | Daniel Dąbrowski     | Polen        | 45,58    |
| 2     | Leslie Djhone        | Frankreich   | 45,67    |
| 3     | Claudio Licciardello | Italien      | 46,24    |
| 4     | Željko Vincek        | Kroatien     | 46,48    |
| 5     | Paul McKee           | Irland       | 46,48    |
| 6     | Dimítrios Grávalos   | Griechenland | 46,68    |
| 7     | Vasile Boboş         | Rumänien     | 46,77    |
| 8     | Ivano Bucci          | San Marino   | 48,86    |
| 9     | Florent Battistel    | Monaco       | 50,75    |

### Vorlauf 2
7. August 2006, 12:23 Uhr
| Platz | Name                  | Nation         | Zeit (s) |
| ----- | --------------------- | -------------- | -------- |
| 1     | Timothy Benjamin      | Großbritannien | 46,10    |
| 2     | David Gillick         | Irland         | 46,16    |
| 3     | Kamghe Gaba           | Deutschland    | 46,55    |
| 4     | Pierre Lavanchy       | Schweiz        | 46,71    |
| 5     | Thomas Nikitin        | Schweden       | 46,72    |
| 6     | Catalin Campeanu      | Rumänien       | 47,16    |
| 7     | Padelís Melahrinoúdis | Griechenland   | 47,22    |
| 8     | Peter Žňava           | Slowakei       | 47,38    |

### Vorlauf 3

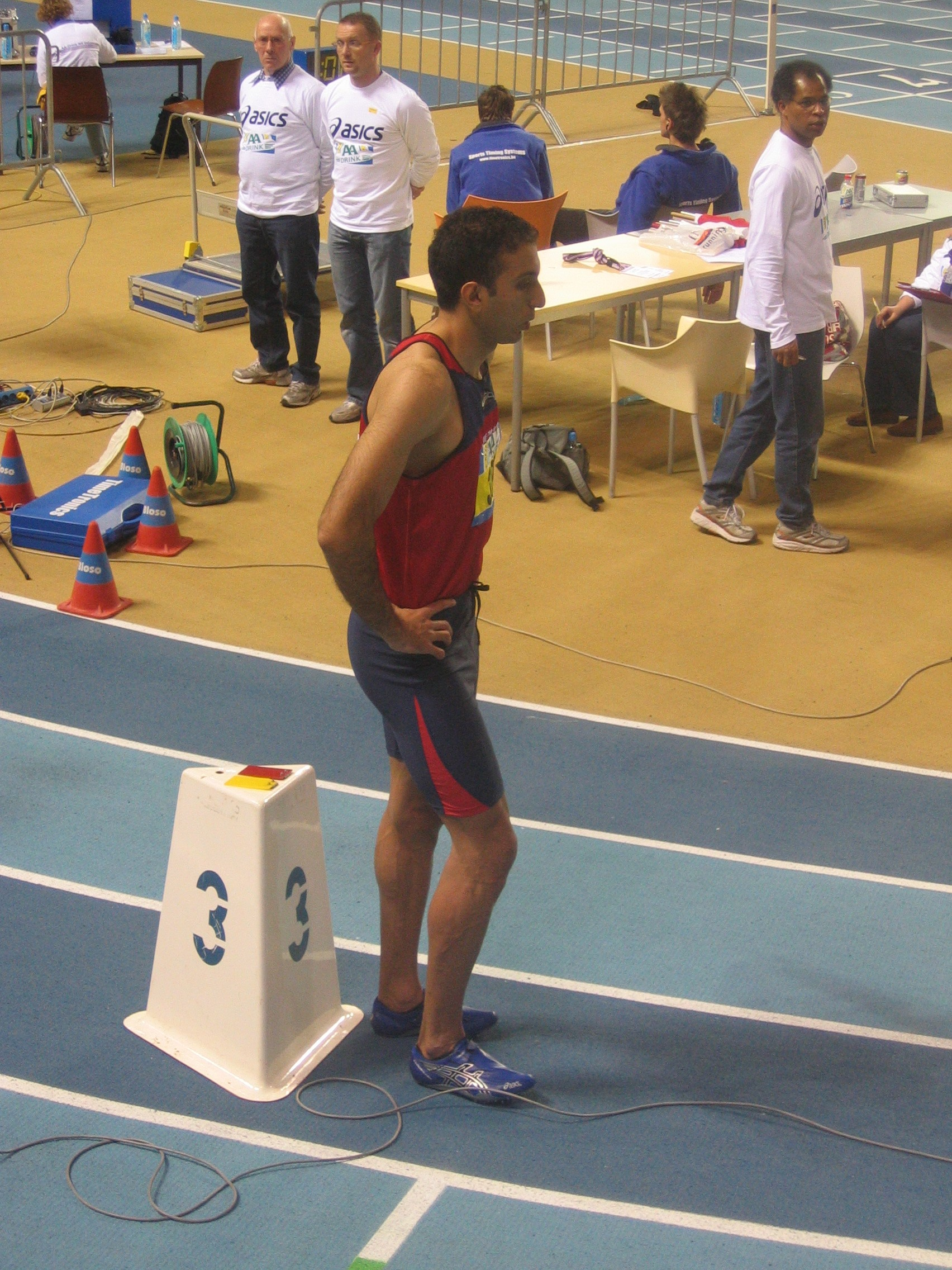
Youssef el Rhalfiouis 47,12 s waren deutlich zu wenig für das Erreichen des Halbfinals

7. August 2006, 12:31 Uhr
| Platz | Name                  | Nation         | Zeit (s) |
| ----- | --------------------- | -------------- | -------- |
| 1     | Wladislaw Frolow      | Russland       | 45,73    |
| 2     | Andrea Barberi        | Italien        | 45,81    |
| 3     | Cédric Van Branteghem | Belgien        | 45,95    |
| 4     | Rafał Wieruszewski    | Polen          | 46,05    |
| 5     | Robert Tobin          | Großbritannien | 46,10    |
| 6     | Karel Bláha           | Tschechien     | 46,60    |
| 7     | Brice Panel           | Frankreich     | 46,98    |
| 8     | Youssef el Rhalfioui  | Niederlande    | 47,12    |

### Vorlauf 4
7. August 2006, 12:39 Uhr
| Platz | Name               | Nation         | Zeit (s) |
| ----- | ------------------ | -------------- | -------- |
| 1     | Marc Raquil        | Frankreich     | 45,65    |
| 2     | Dimítrios Régas    | Griechenland   | 45,81    |
| 3     | Graham Hedman      | Großbritannien | 46,02    |
| 4     | Ioan Vieru         | Rumänien       | 46,10    |
| 5     | Marcin Marciniszyn | Polen          | 46,36    |
| 6     | David McCarthy     | Irland         | 46,53    |
| 7     | Sebastian Gatzka   | Deutschland    | 46,55    |
| 8     | David Testa        | Spanien        | 47,29    |

## Halbfinale
Aus den beiden Halbfinalläufen qualifizierten sich die jeweils ersten vier Athleten – hellblau unterlegt – für das Finale.

### Lauf 1
8. August 2006, 18:55 Uhr
| Platz | Name                 | Nation         | Zeit (s) |
| ----- | -------------------- | -------------- | -------- |
| 1     | Marc Raquil          | Frankreich     | 44,95    |
| 2     | Wladislaw Frolow     | Russland       | 45,21    |
| 3     | Andrea Barberi       | Italien        | 45,30    |
| 4     | Dimítrios Régas      | Griechenland   | 45,60    |
| 5     | Ioan Vieru           | Rumänien       | 45,83    |
| 6     | Graham Hedman        | Großbritannien | 45,90    |
| 7     | Marcin Marciniszyn   | Polen          | 45,96    |
| 8     | Claudio Licciardello | Italien        | 46,21    |

### Lauf 2

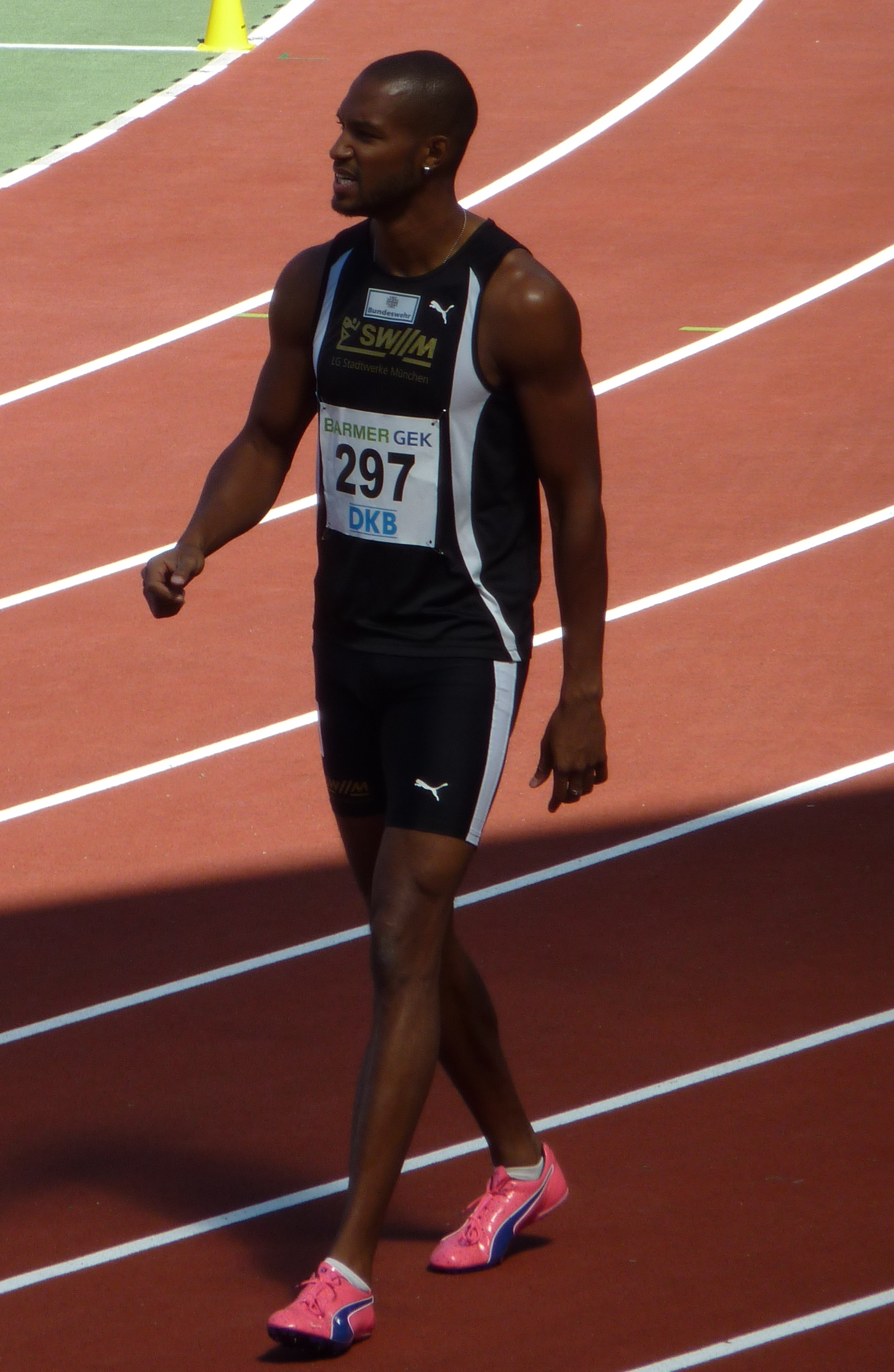
Mit Platz fünf im Halbfinale reichte es für Kamghe Gaba nicht ganz ins Finale
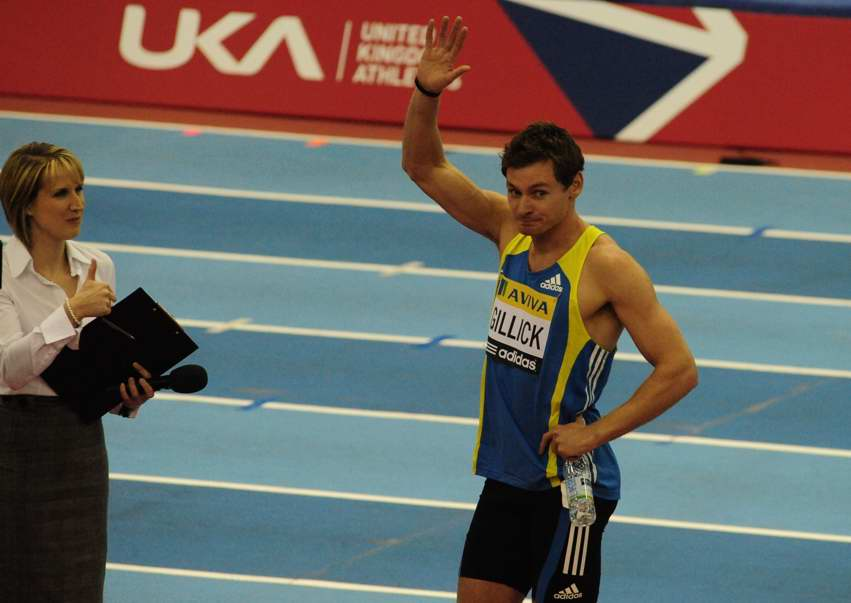
Als Siebter seines Semifinallaufs schied David Gillick aus
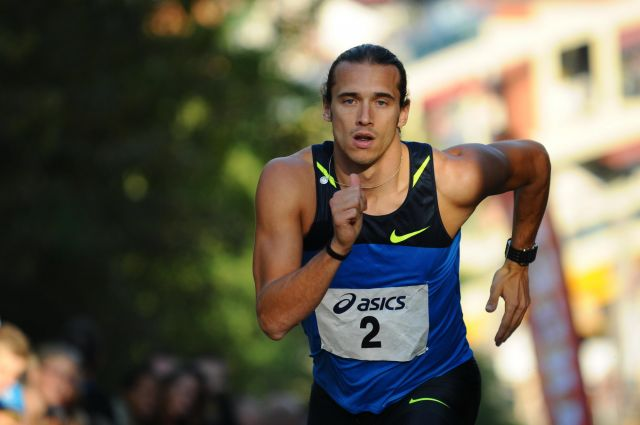
Cédric Van Branteghem konnte sein Rennen im zweiten Halbfinale nicht beenden

8. August 2006, 19:03 Uhr
| Platz | Name                  | Nation         | Zeit (s) |
| ----- | --------------------- | -------------- | -------- |
| 1     | Leslie Djhone         | Frankreich     | 45,23    |
| 2     | Daniel Dąbrowski      | Polen          | 45,38    |
| 3     | Rafał Wieruszewski    | Polen          | 45,56    |
| 4     | Timothy Benjamin      | Großbritannien | 45,67    |
| 5     | Kamghe Gaba           | Deutschland    | 45,77    |
| 6     | Robert Tobin          | Großbritannien | 46,03    |
| 7     | David Gillick         | Irland         | 46,84    |
| DNF   | Cédric Van Branteghem | Belgien        |          |

## Finale
9. August 2006, 20:45 Uhr
| Platz | Name               | Nation         | Zeit (s) |
| ----- | ------------------ | -------------- | -------- |
| 1     | Marc Raquil        | Frankreich     | 45,02    |
| 2     | Wladislaw Frolow   | Russland       | 45,09    |
| 3     | Leslie Djhone      | Frankreich     | 45,40    |
| 4     | Daniel Dąbrowski   | Polen          | 45,56    |
| 5     | Andrea Barberi     | Italien        | 45,70    |
| 6     | Timothy Benjamin   | Großbritannien | 45,89    |
| 7     | Rafał Wieruszewski | Polen          | 45,97    |
| 8     | Dimítrios Régas    | Griechenland   | 46,23    |

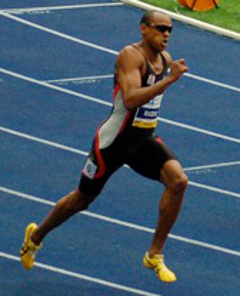
Europameister wurde der Vizeweltmeister von 2003 Marc Raquil

Noch fünfzig Meter vor dem Ziel sah der Russe Wladislaw Frolow wie der sichere Sieger aus. Aber Marc Raquil hatte auf der Zielgeraden das deutlich bessere Stehvermögen, sodass er den Russen kurz vor dem Ziel passieren konnte und mit sieben Hundertstelsekunden Vorsprung gewann. Im Halbfinale tags zuvor hatte Raquil die 45-Marke noch knapp unterboten, was ihm im Finale nicht mehr ganz gelang.
Der 400-Meter-Lauf war die erste Entscheidung bei den Europameisterschaften 2006, bei der kein einziger der Finalteilnehmer von 2002 auch den Endlauf 2006 erreichte.

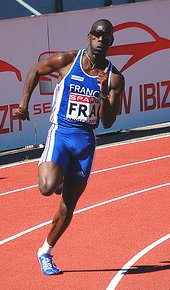
Bronzemedaillengewinner Leslie Djhone
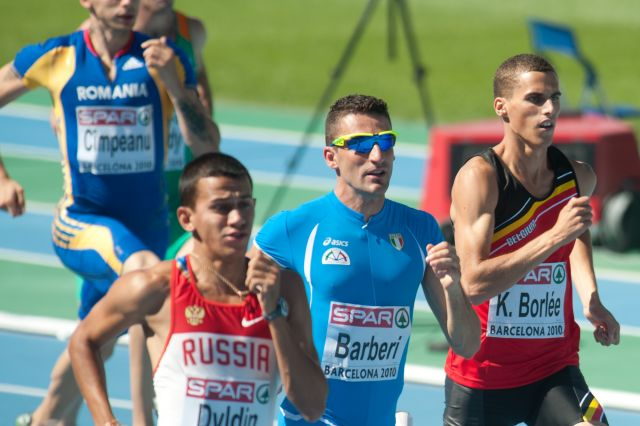
Andrea Barberi (Zweiter von rechts) kam auf den fünften Platz
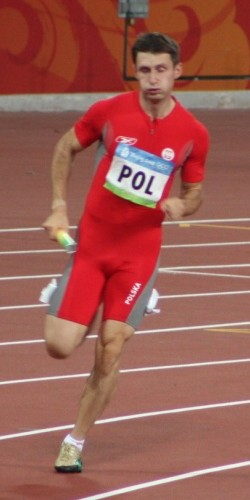
Rang sieben für Rafał Wieruszewski

## Videolink
- 2006 European Championships Men's 400m auf youtube.com (englisch), abgerufen am 16. November 2019